# Nucleófilo
Nucleófilo é uma espécie química que doa um par de elétrons para formar uma ligação química em uma reação química. Todas as moléculas ou íons com um par livre de elétrons ou pelo menos uma ligação π podem atuar como nucleófilos. Como os nucleófilos doam elétrons, eles são, por definição, bases de Lewis. Nucleofílico descreve a afinidade de um nucleófilo para os núcleos. Nucleofilicidade, às vezes chamada de força nucleofílica, refere-se ao caráter nucleofílico de uma substância e é frequentemente usada para comparar a afinidade dos átomos. As reações nucleofílicas neutras com solventes como álcoois e água são denominadas solvólise. 

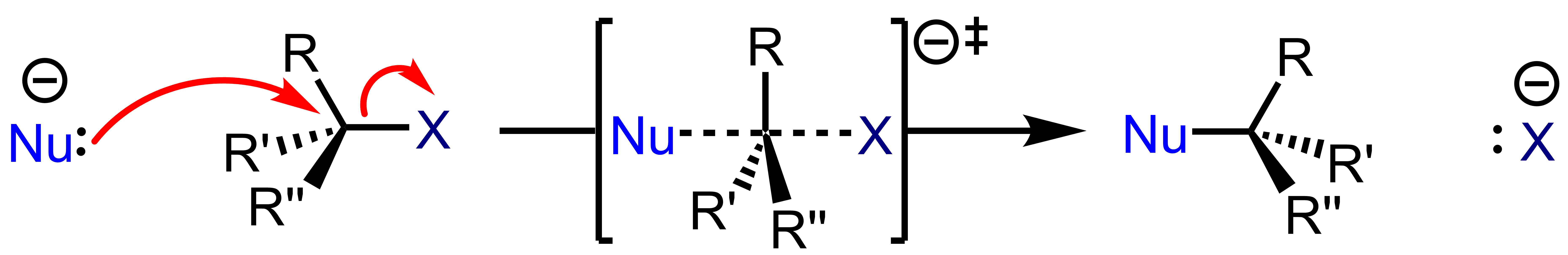
SN2: exemplo de mecanismo via nucleófilo

## História
Os termos nucleófilo e eletrófilo foram introduzidos por Christopher Kelk Ingold em 1933, substituindo os termos anionóide e cationóide propostos anteriormente por A. J. Lapworth em 1925.

## Propriedades
Em uma reação química, o caráter nucleófilo é estabelecido em estudos cinéticos de reação, medindo a velocidade de determinada reação de acordo com o nucleófilo. O caráter nucleófilo não está diretamente relacionado com a basicidade. Enquanto a nucleofilicidade é uma medida cinética, a basicidade é uma medida termodinâmica e a nucleofilicidade é normalmente relacionada a reações sobre o carbono, enquanto basicidade se refere ao equilíbrio químico quando um próton (H+) é transferido. Assim, os nucleófilos sulfurados reagem mais rápido do que os nucleófilos oxigenados, de forma geral.

## Nucleofilicidade
Muitos esquemas que tentam quantificar a força nucleofílica relativa foram criados. Os seguintes dados empíricos foram obtidos medindo as taxas de reação para muitas reações envolvendo muitos nucleófilos e eletrófilos. Nucleófilos que exibem o chamado efeito alfa geralmente são omitidos neste tipo de tratamento.

### Equação de Swain-Scott
A primeira dessas tentativas é encontrada na equação de Swain-Scott, derivada em 1953:
{\displaystyle \log(k/k_{o})=s.n}
Essa relação de energia livre relaciona a constante da velocidade de reação pseudo de primeira ordem (em água a 25 ° C), k, de uma reação normalizada à velocidade de reação, k0, de uma reação padrão com água como nucleófilo, a uma constante nucleofílica n para um dado nucleófilo e uma constante de substrato s que depende da sensibilidade de um substrato ao ataque nucleofílico (definido como 1 para o brometo de metila).
Este tratamento resulta nos seguintes valores para os ânions nucleofílicos típicos: acetato 2,7, cloreto 3,0, azida 4,0, hidróxido 4,2, anilina 4,5, iodeto 5,0 e tiossulfato 6.4. As constantes típicas do substrato são 0,66 para tosilato de etila, 0,77 para β-propiolactona, 1,00 para 2,3-epoxipropanol, 0,87 para cloreto de benzila e 1,43 para cloreto de benzoíla.

A equação prevê que, em um deslocamento nucleofílico no cloreto de benzila, o ânion azida reage 3000 vezes mais rápido que a água.